# Derolus somaliensis
Derolus somaliensis är en skalbaggsart som beskrevs av Jean François Villiers 1972. Derolus somaliensis ingår i släktet Derolus och familjen långhorningar.
Artens utbredningsområde är:
- Kenya.
- Malawi.

Inga underarter finns listade i Catalogue of Life.